# Gedenkstätte Zellentrakt

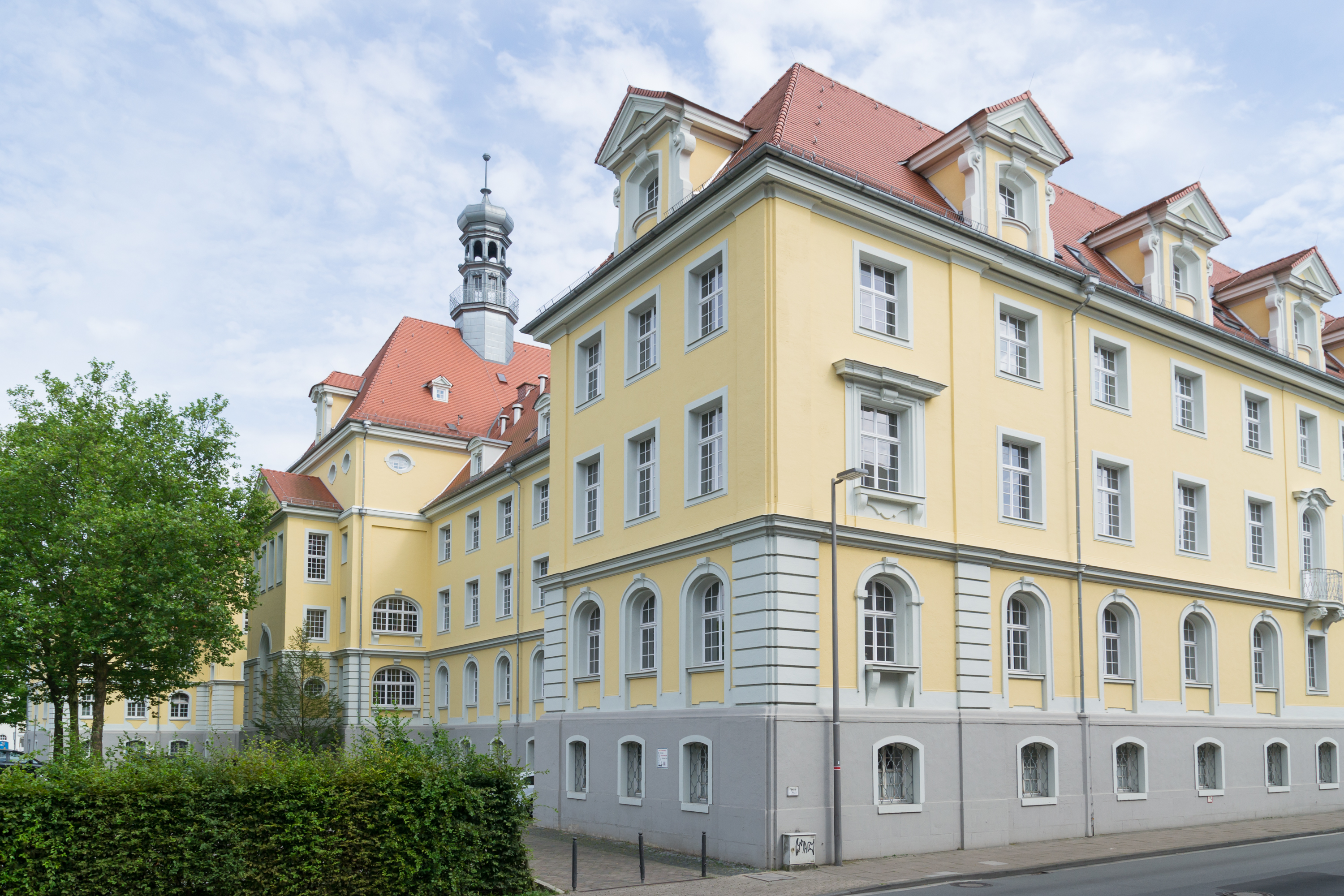
Im Bereich der vorderen Ecke im Erdgeschoss des Herforder Rathauses befindet sich der Zellentrakt.

Die Gedenkstätte Zellentrakt ist eine Erinnerungsstätte an die Opfer des Nationalsozialismus für die ostwestfälische Stadt und den Kreis Herford. Sie wurde 2005 in den ehemaligen Hafträumen der Polizei, die hier seit 1917 untergebracht war, in den Kellergewölben des Herforder Rathauses eröffnet. Während des Nationalsozialismus (1933–1945) inhaftierte die Geheime Staatspolizei (Gestapo) dort unter anderem Schutzhäftlinge auf Grund der Reichstagsbrandverordnung.
Die Gedenk-, Dokumentations- und Begegnungsstätte wird vom Kommunalarchiv Herford und vom Verein Kuratorium Erinnern Forschen Gedenken e. V. betrieben. Sie erinnert an die Ausgrenzung, Verfolgung und Vernichtung politischer, ethnischer, sozialer und religiöser Minderheiten in der Vergangenheit, zudem werden dort auch der gegenwärtige Umgang mit diesem Themenbereich sowie aktuelle Erscheinungsformen von Rassismus und Menschenrechtsverletzungen thematisiert. Ein Gedenkraum erinnert an die ermordeten jüdischen Herforderinnen und Herforder. Die anderen Räume bieten Platz für pädagogische Angebote und wechselnde Ausstellungen.
Zur Gedenkstätte gehört auch die Präsentation der vor der Vernichtung geretteten Bibliothek sowie der Firmen- und Familiengeschichte der jüdischen Unternehmerfamilie Elsbach/Maas im Elsbachhaus.

## Vorgeschichte
Seit Ende der 1980er Jahre beschäftigten sich in Herford einige engagierte Personen mit der Zeit des Nationalsozialismus. Nach einer ersten Ausstellung mit dem Titel Juden in Herford im Jahr 1988 und weiteren Aktionen wurde im Gemeindehaus der jüdischen Gemeinde Herford-Detmold der Verein Kulturen in der Region e. V. gegründet. In dem Zusammenhang wurde auch über eine zentrale Gedenkstätte diskutiert. Am 27. Januar 1997, dem Tag des Gedenkens an die Opfer des Nationalsozialismus, wurde das Kuratorium Erinnern Forschen Gedenken mit dem Ziel gegründet, in Herford eine Dokumentations- und Begegnungsstätte in Erinnerung an die zwischen 1933 und 1945 verfolgten und ermordeten Mitbürger einzurichten. Mitbegründer waren neben Kulturen in der Region, die Gesellschaft für christlich-jüdische Zusammenarbeit Herford, die Gemeinde Detmold-Herford, die Arbeitsgemeinschaft Christlicher Kirchen (ACK) und zahlreiche Einzelpersonen aus Stadt und Kreis Herford.
Ein möglicher Ort für die Gedenkstätte war die kleine Markthalle am Herforder Rathausplatz. Von hier aus wurden jüdische Herforder Bürgerinnen und Bürger deportiert. Eine am 27. Januar 1999 enthüllte Mahn- und Gedenktafel erinnert an dieses Ereignis.

## Geschichte

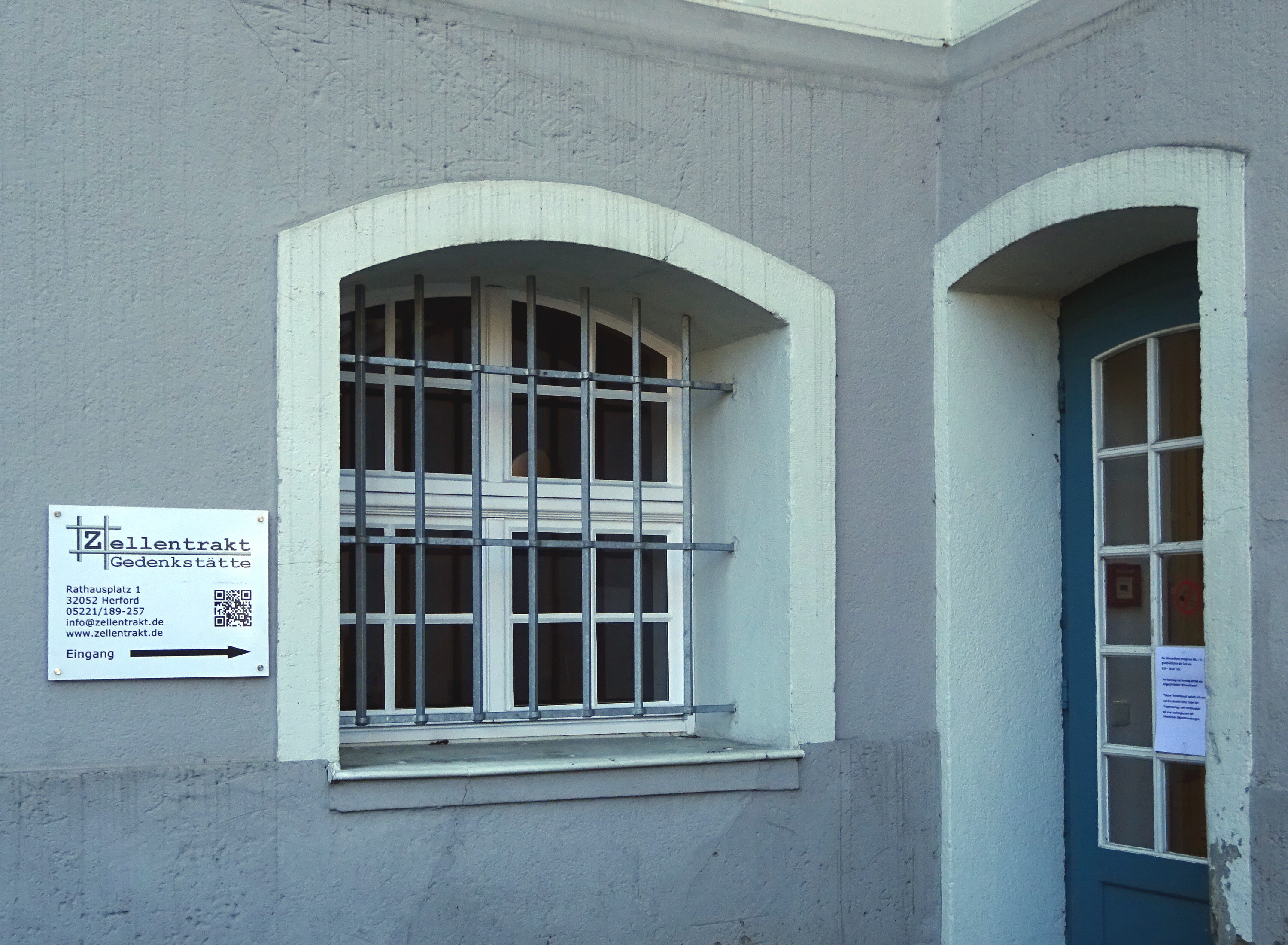
Eingang Gedenkstätte Zellentrakt

Die Räume im Untergeschoss des Herforder Rathauses, das während des Ersten Weltkriegs auf dem Gelände der ehemaligen Fürstabtei gebaut worden war, dienten von 1917 bis 1963 als Polizeigewahrsam für die in den danebenliegenden Räumen stationierte Polizeiwache. Von 1933 bis 1945 wurde das Polizeigefängnis auch von der Gestapo benutzt.
Im Zellentrakt wurden durch Kriminalpolizei und Gestapo ab 1. März 1933 meist ohne gesetzliche Grundlage zuerst politisch nicht genehme Personen, wie der sozialdemokratische Reichstagsabgeordnete Julius Finke in Schutzhaft genommen. Später wurden auch Angehörige verfolgter Minderheiten, z. B. Sinti, Roma und Zeugen Jehovas sowie Obdachlose und Arme eingesperrt. Nach der Reichspogromnacht am 9. November 1938 wurden zahlreiche Juden kurzzeitig inhaftiert. Sie wurden über Bielefeld ins KZ Buchenwald transportiert. In den Jahren ab 1939 saßen auch zahlreiche Zwangsarbeiterinnen und Zwangsarbeiter, z. B. wegen Vergehen gegen Kontaktbeschränkungen, Fluchtversuchen und anderen „Vergehen“ in den Zellen ein. Nach Vernehmungen und Haft, die bis zu acht Wochen dauern konnte, ging es, oft über Bielefeld, vor Gerichte und in andere Gefängnisse, aber auch oft direkt in Konzentrationslager.
Nach Kriegsende blieben Wache und Zellentrakt noch bis zum Bau einer neuen Polizeiwache 1964 in Betrieb. Danach wurden Flur und Zellen als Aktenlager der Stadtverwaltung genutzt. Daher sind die Räume bis auf nachträglich eingezogene Kabelkanäle in relativ ursprünglichem Zustand erhalten geblieben. Das 1997 gegründete Kuratorium Erinnern Forschen Gedenken plante seit langem die Errichtung einer dauerhaften Gedenkstätte für Stadt und Kreis Herford. Nach längeren Verhandlungen wies die Stadtverwaltung den Zellentrakt im Herbst 2004 als Außenstelle dem Stadtarchiv Herford zu. Seit 2005 ist der Zellentrakt eine Außenstelle des Kommunalarchivs.
Die offizielle Eröffnung fand am 18. Juli 2005 durch den Präsidenten des Zentralrats der Juden in Deutschland, Paul Spiegel statt.

## Aufgaben
An die zahlreichen Opfer des NS-Regimes Menschen und ihre Schicksale erinnert die Gedenkstätte mit halbjährig wechselnden Ausstellungen im weitgehend originalgetreu erhaltenen Zellentrakt. Er ist ein lebendiger Ort der Auseinandersetzung mit den dunklen Zeiten in der Geschichte des Herforder Raums. Eine der Zellen dient als Gedenkstätte für die jüdischen Opfer aus Herford. 
Für zahlreiche Opfer des NS-Regimes begann in dem Zellentrakt in den Jahren 1933 bis 1945 ein Leidensweg. Kriminalpolizei und Gestapo vernahmen die Inhaftierten in der Polizeiwache. Bis zu mehrere Wochen wurden sie im Rathaus festgehalten. Für viele Menschen jüdischen Glaubens, Zwangsarbeiter, Zeugen Jehovas, politische Gefangene und andere waren die Zellen Orte der Ungewissheit und Angst. Manche von ihnen erwarteten Haftanstalten, KZ- und andere Lager oder gar das Todesurteil.
Das Kuratorium Erinnern Forschen Gedenken arbeitet in der Gedenkstätte die Geschichte und Gegenwart verfolgter Minderheiten in der Stadt und im Kreis Herford auf und dokumentiert diese. Insbesondere die Geschichte und Bedeutung sowie die Verfolgung und Vernichtung der Juden, die Geschichte und Kultur anderer Verfolgter des NS-Regimes, wie Sinti und Roma, politisch Verfolgte, Bibelforscher, Homosexuelle, Zwangssterilisierte und andere. Dazu gehören auch der Alltag der Verfolgung, das Denken und Verhalten der Täter und Zuschauer, die Geschichte des Raumes Herford in der NS-Zeit, der Umgang mit der NS-Zeit bis heute, das christlich-jüdische Verhältnis in Geschichte und Gegenwart, die Intoleranz gegenüber fremden Kulturen in der Vergangenheit und heute und die Geschichte und Kultur von heute hier lebenden Minderheiten.
Die praktische Umsetzung umfasst die Einrichtung und Unterhaltung einer Gedenk- und Begegnungsstätte, die Archivierung von Materialien, die Erforschung noch offener Aspekte, die Veröffentlichung von Arbeiten mit lokalgeschichtlichem Hintergrund, das Angebot von Veranstaltungen in Ergänzung zum regulären Schulunterricht und von Projekten für und mit Jugendlichen (z. B. in den Bildungspartnerschaften mit der Gesamtschule Friedenstal und dem Elisabeth-von-der-Pfalz-Berufskolleg), aber auch generationsübergreifende Angebote sowie kulturelle und interkulturelle Veranstaltungen. Die Gedenkstätte ist ein hoch anerkannter Ort der politischen Bildung und außerschulischer Lernort.

### Gedenkveranstaltungen
Das Kuratorium ist an mehreren jährlichen Gedenkveranstaltungen beteiligt. So veranstaltet und beteiligt sich das Kuratorium an Lesungen und Konzerten zum Holocaustgedenktag. Im Jahr 2020 veranstaltete es z. B. zusammen mit NRWeltoffen u. w. ein Konzert mit der Holocaustüberlebenden Esther Bejarano. Es erinnert alljährlich an den Tag der Bücherverbrennung (10. Mai 1933), beteiligt sich an der jährlichen Gedenkveranstaltung für „Euthanasie“-Opfer Anfang September am Mahnmal am Deichtorwall. Die Gedenkveranstaltung für den Herforder Antifaschisten und NS-Justizopfer Heiko Ploeger richtet das Kuratorium regelmäßig am 15. September zusammen mit dem DGB auf dem Friedhof zum Ewigen Frieden in Herford aus. Am 9. November wird der Reichspogromnacht von 1938 gedacht.

## Ausstellungen

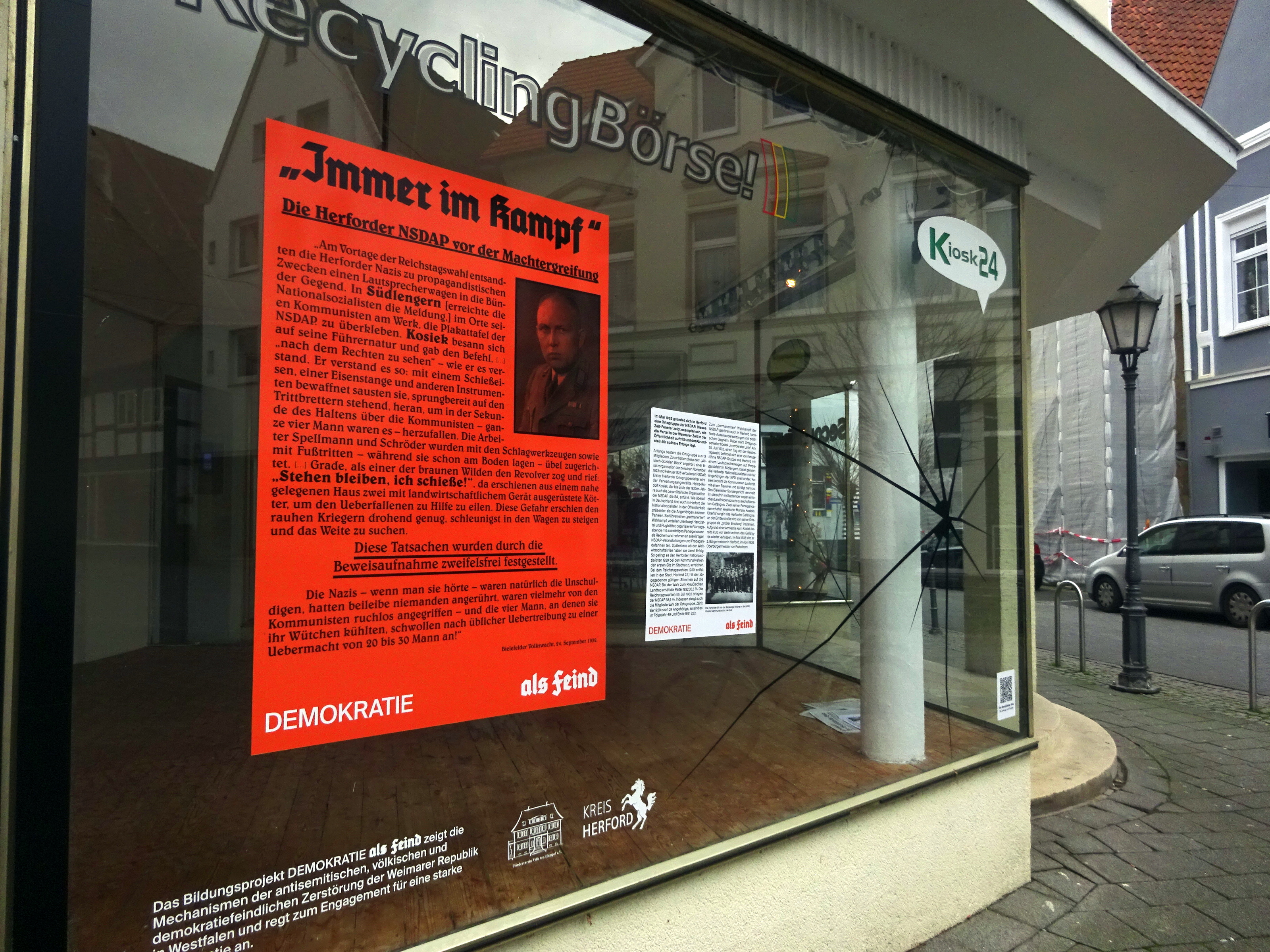
Ausstellung im Kiosk 24 über Nazis in der Weimarer Republik

Seit 2005 konnte das Kuratorium Erinnern Forschen Gedenken verschiedene namhafte Ausstellungen in der Gedenkstätte Zellentrakt zeigen. Dabei wurden sowohl regionale Themen wie zum Beispiel die Zerstörung der Synagogen in Ostwestfalen-Lippe oder die Schicksale Euthanasie-Geschädigter im Raum Herford als auch bundesweit diskutierte Fragen wie in der Ausstellung Antisemitismus? Antizionismus? Israelkritik? aufgegriffen. Hinzu kamen Ausstellungen z. B. über die Schutzhaft im Zellentrakt, über Zwangsarbeit im Raum Herford, über jüdische Kinder, ethnische und religiöse Minderheiten, das Vernichtungslager Sobibor und die jüdische Herforder Unternehmerfamilie Elsbach. Mit dem Gedenkort Zellentrakt setzten sich in bisher zwei Ausstellungen Künstlerinnen und Künstler auseinander.
2018 haben mehr als 3500 Personen die Ausstellungen im Zellentrakt besucht.
Während des COVID-19-Lockdowns 2020/2021 wurde auf den Kiosk 24 als Ausstellungsraum ausgewichen und dort die antidemokratischen Tendenzen der Weimarer Republik von rechts gezeigt.
Im Frühjahr 2022 wurde die Ausstellung Last seen, welche Bilder der NS-Deportationen zeigt, mit Unterstützung des Kuratoriums auf dem Herforder Rathausplatz gezeigt.

## Sonstige Aktivitäten

### Antrag auf Aberkennung des Bundesverdienstkreuzes eines NS-Täters
Das Kuratorium Erinnern Forschen Gedenken e. V. hat durch eigene Nachforschungen entdeckt, dass der ehemalige Herforder Amtsarzt Heinrich Siebert für mindestens 188 Zwangssterilisierungen während des Nationalsozialismus verantwortlich war. Siebert konnte seine Taten während des Entnazifizierungsverfahrens vertuschen und wurde in der Nachkriegszeit Leiter des Gesundheitsamtes in Herford. 1961 wurde er für diese Tätigkeit und sein Engagement im DRK mit dem Bundesverdienstkreuz am Bande ausgezeichnet. Das Kuratorium beantragte deswegen zusammen mit dem Kreis eine Aberkennung des Bundesverdienstkreuzes beim Bundespräsidenten. Diese wurde vom Bundespräsidialamt abgelehnt, da eine Aberkennung nach dem Tode nicht möglich sei.